# Norgesdemokratene

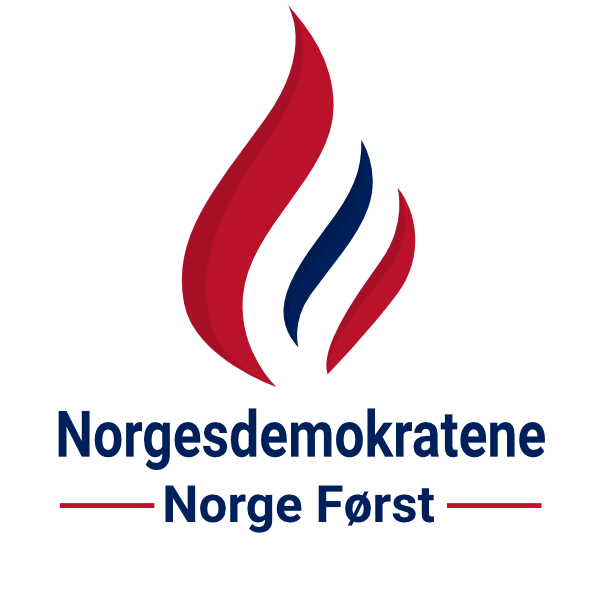
Norgesdemokraternas logo.

Norgesdemokratene (bokmål) eller Noregsdemokratane (nynorska), tidigare Demokratene, är ett antiglobalistisk och nationalkonservativt norskt politiskt parti som bildades 2002. Partiledare är Geir Ugland Jacobsen.
Partiet bildades på Linne Hotell i Oslo 24 augusti 2002.
De ledande medlemmarna består huvudsakligen av tidigare medlemmar av Framstegspartiet. Men tidigare medlemmar av Arbeidarpartiet, Sosialistisk venstreparti, Høgre,  Venstre, Sosialdemokratene, Folkebevegelsen Mot Innvandring, Fedrelandspartiet, Stopp Innvandringen och Forum mot islamisering har också sökt sig till Demokratene.
I Stortingsvalet 2005 fick partiet 0,1 procent av rösterna och således ingen representation i det norska parlamentet. I Stortingsvalet 2009 och 2013 ställde partiet upp i samtliga 19 fylken, men uppnådde inte parlamentarisk representation. I Stortingsvalet 2021 fick partiet 1,1 procent av rösterna.  

## Partiledare
- Vidar Kleppe (2002–2012)
- Kjell Arne Sellæg (2012)
- Elisabeth Rue Strencbo (2012–2013)
- Fredrik U. Litleskare (2013–2015)
- Terje Svendsen (2015–2021)
- Geir Ugland Jacobsen (2021–)